# Diego Roldán

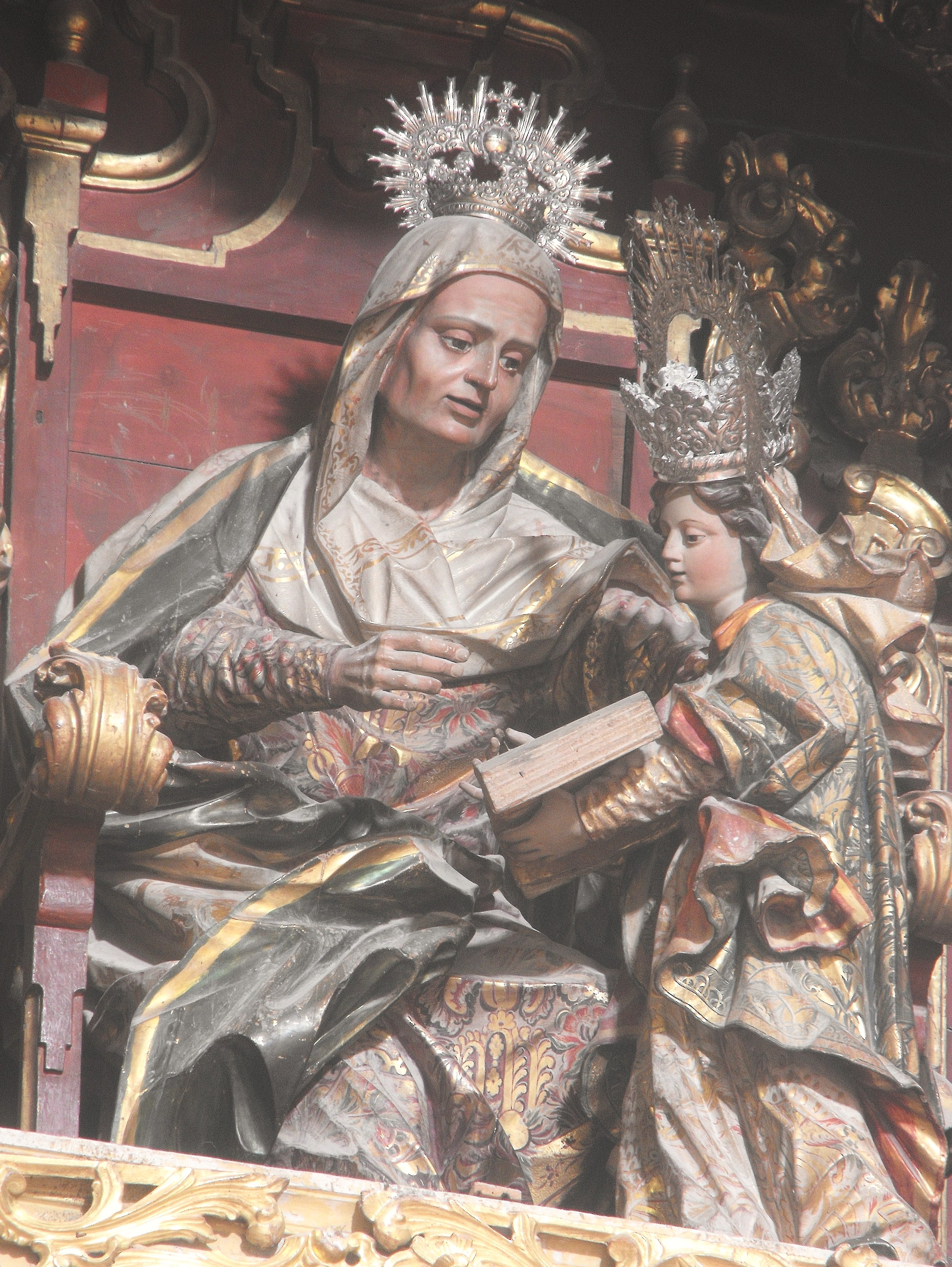
Santa Ana y la Virgen Niña. Retablo mayor de San Dionisio de Jerez (Diego Roldán, 1733).

Diego Roldán y Serrallonga fue un escultor e imaginero español nacido en Sevilla hacia 1700. En la década de 1720 se trasladó a Jerez de la Frontera, donde realizó numerosas obras, así como en otro municipios de su en torno, como Sanlúcar de Barrameda, Lebrija o Rota. Murió en la década de 1760 en la ciudad de Arcos de la Frontera, donde realizó varias de sus obras. Perteneció a una importante saga de escultores, pues fue nieto de Pedro Roldán, hijo de Marcelino José Roldán Villavicencio, sobrino de La Roldana, hermano de Marcelino y de Jerónimo y primo de Pedro Duque Cornejo, 

## Obra
DOCUMENTADAS
- Virgen de los Dolores. Hermandad de los Dolores. Convento de San Francisco. Lebrija.[1]
- Virgen de la cajonería de la sacristía. Iglesia de San Miguel. Jerez de la Frontera.[1]

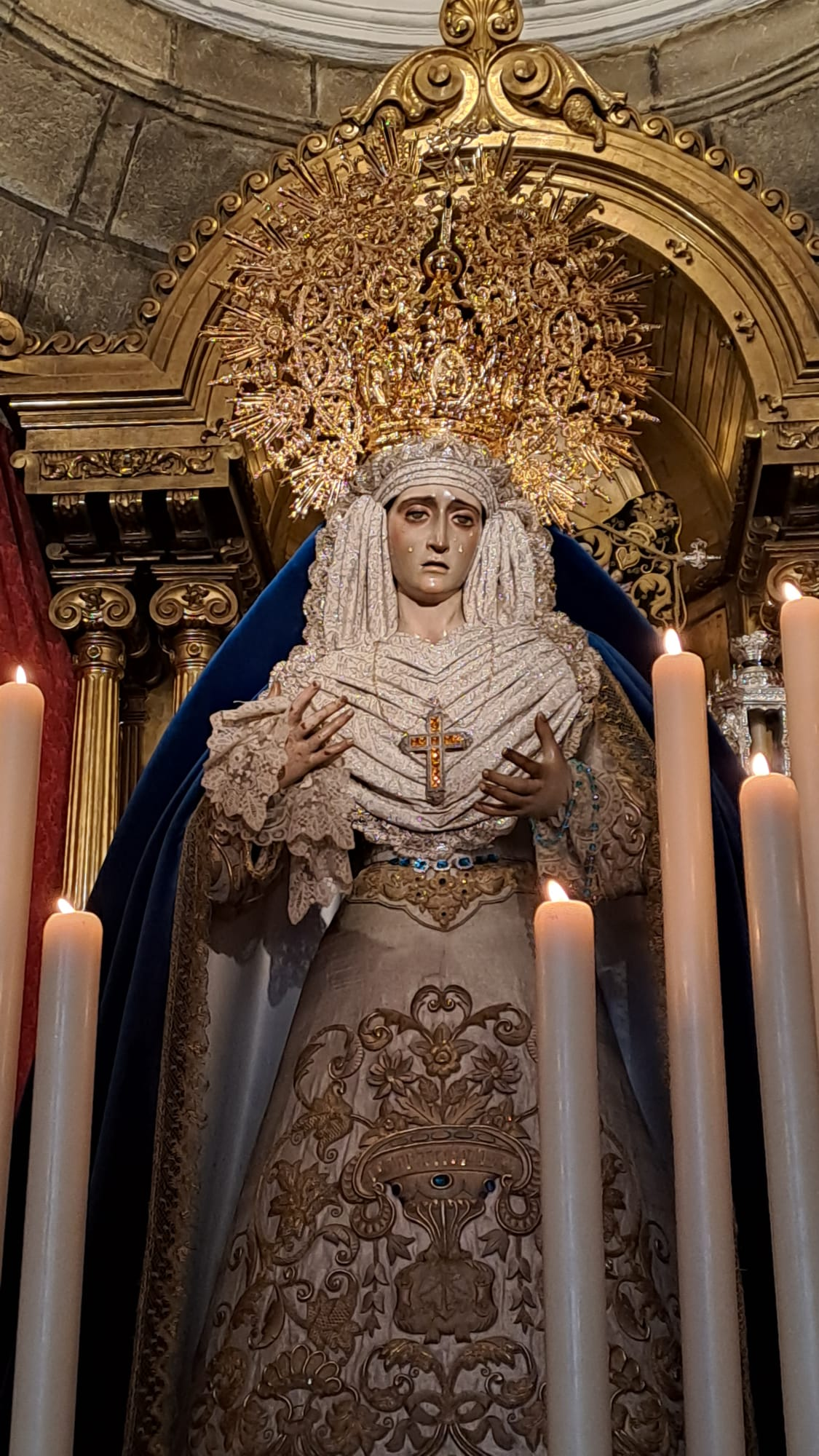
Virgen de la Esperanza de la Yedra de Jerez de la Frontera

- Relieves y esculturas del coro de la Basílica Menor de Santa María de la Asunción. Arcos de la Frontera.1744

ATRIBUIDAS
- Dolorosa de la calle de la Torre (imagen que antaño se encontraba en un ventanal de la Iglesia Mayor que daba a la calle de la Torre, en Chiclana de la Frontera. Hoy se encuentra en el interior de dicha Iglesia.
- Santísimo Cristo de las Almas Hermandad Sacramental de Santiago (Jerez de la Frontera). Iglesia Parroquial de Santiago el Real y de Refugio (Jerez de la Frontera).
- Virgen del Amor. Hermandad del Silencio. Iglesia de San Francisco. Sanlúcar de Barrameda. Hacia 1752.[1]
- Virgen de la Soledad. Hermandad del Santo Entierro. Iglesia de San Francisco. Sanlúcar de Barrameda. Hacia 1752.[1]
- Virgen de la Esperanza. Hermandad de la Yedra. Ermita de la Yedra. Jerez de la Frontera.[1]
- Virgen del Valle. Hermandad del Cristo. Ermita de San Telmo. Jerez de la Frontera.[1]
- Virgen del Mayor Dolor. Convento de la Victoria. Medina Sidonia.[1]
- Virgen de los Dolores en su Soledad. Convento de Regina Coeli. Sanlúcar de Barrameda.[1]
- María Santísima de la Piedad. Hermandad del Perdón, Basílica de Santa María de la Asunción (Arcos de la Frontera). 1752
- Nuestra Señora del Mayor Dolor y Traspaso. Hermandad del Nazareno, Iglesia San Agustín (Arcos de la Frontera). Hacia 1750.
- Santa Mujer Verónica. Hermandad del Nazareno, Iglesia San Agustín (Arcos de la Frontera). Mitad siglo XVIII.
- Nuestra Señora de los Dolores. Hermandad Servita del Silencio, Iglesia San Pedro (Arcos de la Frontera). Mitad del siglo XVIII.
- María Santísima del Valle. Hermandad y Cofradía del Santísimo Cristo del Amor y María Santísima del Valle ( Estepa). 1759